# Attagenus sopitus
Attagenus sopitus là một loài bọ cánh cứng trong họ Dermestidae. Loài này được Scudder miêu tả khoa học năm 1900.